# The Great American Bash 1996
The Great American Bash (1996) fu la decima edizione del pay-per-view di wrestling della serie Great American Bash, la sesta ad essere prodotta dalla World Championship Wrestling. L'evento si svolse il 16 giugno 1996 presso la Baltimore Arena di Baltimora (Maryland), Stati Uniti.

## Evento
I primi tre match in cartellone furono trasmessi in diretta durante il programma WCW Main Event prima dell'inizio del pay-per-view vero e proprio.
Dopo aver sconfitto Big Bubba Rogers, John Tenta gli tagliò il pizzetto con un paio di forbici. Al termine del match tra Chris Benoit e Kevin Sullivan, Arn Anderson giunse sul ring ed aiutò Benoit ad assalire Sullivan. Nel tag team match Ric Flair schienò Kevin Greene dopo che Steve McMichael tradì quest'ultimo e lo colpì con una valigetta metallica. Debra McMichael scacciò Woman ed Elizabeth, e tornò con la valigetta e con una maglietta dei Four Horsemen. Il tradimento perpetrato da McMichael gli fece guadagnare il posto di Brian Pillman negli Horsemen. Dopo l'incontro, arrivò Chris Benoit e gli Horsemen attaccarono Greene e Savage. Eric Bischoff intervistò Kevin Nash e Scott Hall. Al termine dell'intervista Nash & Hall colpirono Bischoff con una Powerbomb.

## Risultati
| N. | Risultati | Stipulazione                                                   | Durata |
| -- | --- | -------------------------------------------------------------- | ------ |
| 1  | Rocco Rock sconfigge Jerry Sags | Single match                                                   | 01:46  |
| 2  | V.K. Wallstreet sconfigge Jim Powers | Single match                                                   | 03:07  |
| 3  | Jim Duggan sconfigge Disco Inferno | Single match                                                   | 02:09  |
| 4  | The Steiner Brothers (Rick Steiner & Scott Steiner) sconfiggono Fire and Ice (Scott Norton & Ice Train)                                                | Tag team match                                                 | 10:29  |
| 5  | Konnan (c) sconfigge El Gato | Single match per il WCW United States Heavyweight Championship | 06:03  |
| 6  | Diamond Dallas Page sconfigge Marcus Alexander Bagwell                                                                                                 | Single match                                                   | 09:39  |
| 7  | Dean Malenko (c) sconfigge Rey Misterio Jr. | Single match per il WCW Cruiserweight Championship             | 17:50  |
| 8  | John Tenta sconfigge Big Bubba Rogers (con Jimmy Hart)                                                                                                 | Single match                                                   | 05:24  |
| 9  | Chris Benoit sconfigge Kevin Sullivan (con Jimmy Hart)                                                                                                 | Falls Count Anywhere match                                     | 09:58  |
| 10 | Sting sconfigge Lord Steven Regal (con Jeeves) | Single match                                                   | 16:30  |
| 11 | Ric Flair & Arn Anderson (con Woman, Miss Elizabeth & Bobby Heenan) sconfiggono Kevin Greene & Steve McMichael (con Randy Savage, Debra & Tara Greene) | Tag team match                                                 | 20:51  |
| 12 | The Giant (c) (con Jimmy Hart) sconfigge Lex Luger | Single match per il WCW World Heavyweight Championship         | 09:21  |